# 欧尔奇沃
欧尔奇沃，是匈牙利索博尔奇-索特马尔-贝拉格州所辖的一个村。总面积9.96平方公里，总人口612，人口密度61.4人/平方公里（2011年1月1日）。